# Tifi Odasi
Tifi Odasi, en latin Typhis Odaxius né à Padoue en 1450 et mort dans la même ville en 1492 est un poète italien considéré comme l’inventeur de la poésie macaronique, genre dans lequel il a été éclipsé par Merlin Coccai (Teofilo Folengo).

## Biographie
Tifi Odasi nait à Padoue, vers le milieu du XVe siècle, d’une famille patricienne. Il a de l’imagination et il compose avec une rare facilité de petites pièces (Voyez Scardeone, Ant. Patavin., p. 239, et Papadopoli, Hist. gymn. Patavin.). Il ne reste de lui qu’un poème de peu d’étendue, intitulé Carmen macaronicum de quibusdam Patavinis arte magica delusis. Si l’on en croit Scardeone, ce poème a eu au moins dix éditions, mais est tombé ensuite dans l'oubli. La Macharonea parait, à ce que l’on conjecture, un peu avant 1490 ; et on en connaît trois ou quatre éditions sans lieu ni date, publiées à la fin du XVe et au commencement du XVIe siècle. Ce livre, qui se compose d’une vingtaine de pages, est extrêmement rare, mais quelques bibliographes en ont parlé ; la Bibliotheca Pinelliana en a transcrit les quinze premiers vers ; le Serapeum, journal littéraire publié à Leipzig, en a donné d’assez longs extraits en 1851 ; enfin Octave Delepierre l’a réimprimé en entier dans un mémoire Sur la littérature macaronique, inséré dans le recueil du Philobiblon Society (Londres, 1855). Il y a dans cette composition satirique contre des habitants de Padoue des passages peu décents, mais si le latin brave l’honnêteté, le style macaronique, qui est un latin burlesque, s’arroge à cet égard d’amples privilèges. Au surplus, un autre poète italien s’exerçait à cette époque dans le même genre. Giovan Giorgio Alione d’Asti, que Mazzuchelli place sous l’an 1490, écrivit en vers macaroniques des Capricci, réimprimés dans le 17e siècle (Asti, 1601 ; Turin, 1628, in- 8°), et dont l’édition originale, in-16, sans date, mais postérieure à 1495, puisqu’il y est parlé de la bataille de Fornoue, a été décrite avec détail par Debur (Bibl. instruct., B. L. n° 2950), d’après un exemplaire, qui, de la bibliothèque de Gaignat, a passé à celle du comte Remondini , à Bassano.

## Sources
- « Tifi Odasi », dans Louis-Gabriel Michaud, Biographie universelle ancienne et moderne : histoire par ordre alphabétique de la vie publique et privée de tous les hommes avec la collaboration de plus de 300 savants et littérateurs français ou étrangers, 2e édition, 1843-1865 [détail de l’édition]